# Конвой Трук — Рабаул (24.02.43 — 27.02.43)
Конвой Трук — Рабаул (24.02.43 — 27.02.43) — японський конвой часів Другої світової війни, проведення якого відбувалось у лютому 1943 року.
Конвой сформували для проведення групи суден з атола Трук (Чуук) у центральній частині Каролінського архіпелагу (ще до війни тут була створена головна база Імперського флоту в Океанії) до Рабаула — головної передової бази в архіпелазі Бісмарка, звідки японці провадили операції на Соломонових островах та сході Нової Гвінеї.
До складу конвою увійшли транспорт «Муко-Мару» під охороною флотських кабелеукладальних суден «Хасіма» (Hashima) і «Татеїсі» (Tateishi).
24 лютого 1943 року судна вийшли з Труку та попрямували на південь. У цей період японські конвої до архіпелагу Бісмарка ще не стали цілями для авіації, проте на комунікаціях діяли підводні човни США. Утім, проходження конвою відбулося без інцидентів, і 27 лютого він прибув до Рабаула.